# Thrain
En el món llegendari de J.R.R. Tolkien, Thrain II és un rei nan de la Casa de Durin. És mencionat per primera vegada a El hòbbit, i als Contes Inacabats s'expliquen més detalls de la seva vida. Va ser el pare del conegut Thorin Escutderoure.
Va ser fill del rei Thror, del Regne Sota la Muntanya. Quan el drac Smaug va ocupar Erèbor, van haver de furgir-ne el rei, Thrain, i tot el clan dels barbesllargues. Es van veure obligats a abandonar el regne i els tots seus tresors excepte l'Anell de Poder.
Poc després, Thror va deixar l'Anell a Thrain i va marxar cap a Mòria, on morí a mans del capitost orc Azog. D'aquesta manera Thrain esdevenia el rei a l'exili del Regne d'Erèbor.
Thrain va enviar missatges a la resta de cases dels nans demanant-los ajuda per tal d'atacar Mòria i venjar Thror. A les portes de Mòria es lliurà la batalla d'Azanulbizar, entre nans i els orcs, on tot i que els nans sofriren grans pèrdues Azog va ser decapitat. Ferit de la batalla, Tharin va intentar entrar a Mòria per expulsar-ne els orcs, però Dain II Peudeferro s'hi va oposar profetitzant que un poder més alt havia d'arribar abans que la Casa de Durin pogués tornar a Mòria.
Després de la batalla, Thrain s'establí amb el seu fill Thorin i la resta de la seva casa a les velles mines de les Muntanyes Blaves. A mesura que Thrain es feia vell, el dominava la malícia del seu anell i el desig per l'or creixia al seu cor. Va deixar Thorin i es dirigí a la selvatjor, on va ser capturat i empresonat a Dol Guldur. Allí li prengueren l'anell i el torturaren.
Gàndalf el Gris va entrar a Dol Gúldur mentre investigava la identitat del misteriós Nigromant que hi governava. Als calabossos hi trobà un Thrain moribund, que abans delirant de dolor li va demanar que entregués al seu fill un mapa d'Erèbor. El mapa, que Thrain s'havia pogut endur durant la fugida, incloïa una porta secreta per on es podia entrar d'amagat per intentar recuperar l'or que el drac els havia arrabassat. Thrain morí poc després.
Amb l'entrega del mapa a Thorin, Gàndalf desencadenà els esdeveniments que es descriuen a El hòbbit.

## Genealogia de la Casa de Durin a la Fi de la 3a Edat
```
                               
Durin l'immortal

                                      :
                                    
Nain II

                                      |
                    -----------------------------------
                    |
                 
Dain I
                             
Farin

                    |
             ---------------------               --------------
             |         |               |            |
           
Thror
     
Fror
      
Gror
           
Fundin
        
Groin

             |               |            | 
             |           ---------     -------
             |           |       |     |     | 
           
Thrain
              
Náin
        
Balin
  
Dwalin
  
Óin
  
Glóin

             |                               |
       -------------------       |                             
Guimli
     
       |        |       |                  
     
Thorin
   
Frerin
    
Dis
    
Dain II
              Els nans 
Bifur
, 
Bofur
,
 (Escutderoure)          |  (Peudeferro)            
Bombur
, 
Dori
 i 
Ori
 també
                      ------                        pertanyien a la casa de
                      |                        Durin, tot i que el seu
                     
Fili
 
Kili
                      parentiu era més distant
```